# Ивановцы (Барский район)
Ива́новцы (укр. Іванівці) — село на Украине, находится в Барском районе Винницкой области.
Код КОАТУУ — 0520281801. Население по переписи 2001 года составляет 1409 человек. Почтовый индекс — 23013. Телефонный код — 4341.
Занимает площадь 27,876 км².
В селе действует храм Введения во Храм Пресвятой Богородицы Барского благочиния Винницкой и Барской епархии Украинской православной церкви.

## Адрес местного совета
23013, Винницкая область, Барский р-н, с.Ивановцы, ул.Ленина, 10